# Флисса
Флисса — традиционное холодное оружие кабилов, берберского народа Алжира, производившееся до XIX века включительно.

## Характеристики
Клинок у флиссы прямой, тонкий, сужающийся к острию, заточенный с одной стороны и часто украшенный узорами. Он может иметь различные размеры — от 30 до 97 сантиметров, в зависимости от чего оружие можно считать ножом, коротким или длинным мечом. Рукоять почти всегда делалась из дерева и покрывалась латунью. Гарда отсутствует, а навершие выполнено в виде головы животного.